# Bersac-sur-Rivalier
Bersac-sur-Rivalier é uma comuna francesa na região administrativa da Nova Aquitânia, no departamento de Alto Vienne. Estende-se por uma área de 32,54 km². Em 2010 a comuna tinha 659 habitantes (densidade: 20,3 hab./km²).